# Ewald Georg Abel
Ewald Georg Abel (* 5. Dezember 1872 im Kreis Schubin, Provinz Posen, Preußen, Deutsches Reich; † 14. Juni 1907 in Jacksonville Beach, Florida, Vereinigte Staaten) war ein US-amerikanischer Geiger, Konzertmeister und Komponist deutscher Herkunft.

## Leben
Ewald Georg Abel emigrierte am 8. April 1880 mit seiner Familie in die Vereinigten Staaten. Er lebte mit seiner verwitweten Mutter und seinem Bruder Richard (* 1875), der ebenfalls Musiker war, in Lincoln. 1891 leitete er als Geiger das Lincoln Union Orchestra. In dieser Zeit studierte er am Nebraska Conservatory of Music in Lincoln bei Professor August Hagenow (1859–1948) Violine. Im November 1894 wurde er als Geiger Mitglied der dortigen neu gegründeten Philharmonic Society [Philharmonische Gesellschaft] unter Leitung Hagenows. In dieser Zeit begann er diverse Musikstücke zu schreiben und trat mit dem Orchester als Violinsolist auf. Er versorgte mehrere Jahre die deutschen Gesellschaften in Lincoln mit Musik, bevor er am 11. Juni 1897 für eine Saison nach La Crosse ging. Zuvor wurde ihm zu Ehren ein Abschiedsball und ein Abschiedskonzert in der Plattduetschen Hall veranstaltet. In der Pressemitteilung wurde er Professor Ewald G. Abel genannt.  Er ging mit diversen Orchestern auf Tournee. Im November 1897 leitete er das Pathfinder’s Orchestra  in Marietta und im September 1899 gastierte er mit Ewald G. Abel’s Famous Concert Band im Walker Opera House in Champaign. 1903 leitet er das Ewald G Abel’s Philharmonic Orchestra unter anderem bei einem Engagement in Cliffesyde Park in Huntington. Im September 1904 wurde er zum Musikdirektor in Jacksonville ernannt. Zu seinen Pflichten gehörten neben der Musikerausbildung die Leitung mehrerer Kapellen, darunter die Fifth City Brass Band und die First Regiment Band, einem im Süden führenden Klangkörper. In der Zeitungsmeldung wird er als well known throughout the South in his profession [in seinem Beruf sehr bekannt im ganzen Süden] bezeichnet. Am 14. Juni 1907 ertrank er beim Schwimmen im Meer bei Pablo Beach, dem heutigen Jacksonville Beach.
Abel ist auf dem Evergreen Cemetery in Jacksonville bestattet.

## Werke (Auswahl)
- The middleman. Marsch für Blasorchester, veröffentlicht bei Joseph Dodds in Philadelphia am 26. November 1898
- Aloesco. March. Marsch für Blasorchester, veröffentlicht bei Joseph Dodds in Philadelphia am 23. Dezember 1898
- The jolly knights. Marsch für Orchester, veröffentlicht bei Joseph Dodds in Frankford am 28. Januar 1899
- Dreams [Träume]. Morceau characteristique [Charakterstück] für Klavier. veröffentlicht am 14. Oktober 1901 in Lincoln, Nebraska.
- Oriental echoes. Serenade für Orchester, veröffentlicht bei John Church Co. in Cincinnati am 15. Februar 1904
- The dawn of morn. für Orchester, veröffentlicht bei John Church Co. in Cincinnati am 29. Mai 1904
- A slumber song. für Gesang und Klavier, veröffentlicht am 19. Mai 1905 in Jacksonville